# Recopa Sudamericana 2007
La Recopa Sudamericana 2007 è stata la quindicesima edizione della Recopa Sudamericana; in questa occasione a contendersi la coppa furono il vincitore della Coppa Libertadores 2006 e il vincitore della Coppa Sudamericana 2006.

## Tabellino

### Andata
| Arbitro: | Carlos Chandía |

| |            | |
| Giménez 16’, 78’ | Marcatori  | 4’ Pato |
| Calero L. López Mosquera Pinto Correa (56 G. Rodríguez) Salazar Aguilar Caballero Landín (56 Cacho) Álvarez Giménez (85 Arellano) | Formazioni | Clemer Ceará Sidnei Mineiro Pinga (81 Perdigão) Wellington Monteiro Maycon Edinho Fernandão (77 Christian) Rubens Cardoso Alexandre Pato (61 Iarley) |
| Enrique Meza | Allenatori | Alexandre Gallo |

### Ritorno
| Arbitro: | Sergio Pezzotta |

| |            | |
| Alex 29’ (rig.) Pinga 49’ Pato 63’ Mosquera 77’ (aut.)                                                                                      | Marcatori  | |
| Clemer Ceará Indio Sidnei (78 Mineiro) Rubens Cardoso (65 Maycon) Wellington Monteiro Edinho Alex Pinga (85 Perdigão) Iarley Alexandre Pato | Formazioni | · Calero · Mosquera · L. López · Pinto 81’ · Cabrera (78 G. Rodríguez) · Correa · Caballero · Chitiva (59 Landín) · Salazar (46 Álvarez) · Giménez · Cacho |
| Alexandre Gallo | Allenatori | Enrique Meza |